# Raindrops (An Angel Cried)
«Raindrops (An Angel Cried)» (estilizado en letra minúscula como raindrops (an angel cried), popularmente conocida simplemente como Raindrops el cual era su nombre anterior, es una canción grabada e interpretada por la cantante estadounidense Ariana Grande. La canción es la primera en la lista de temas que confeccionan el cuarto álbum de estudio de Grande, Sweetener (2018). El tema fue lanzado al mercado por Republic Records conjuntamente con el cuarto trabajo discográfico de la estadounidense. "Raindrops" es un cover de Grande de la canción de The Four Seasons, «An Angel Cried» publicada en 1964.

## Antecedentes
Dos meses tras el lanzamiento del tercer álbum de estudio de Grande, Dangerous Woman, lanzado en mayo de 2016, la cantante se puso manos a la obra con el que iba a ser su próximo trabajo discográfico. El 20 de abril de 2018, Grande lanzó el primer sencillo de este nuevo álbum, "No Tears Left to Cry". Con el fin de promocionar dicho tema, la cantante se presentó el 1 de mayo en The Tonight Show Starring Jimmy Fallon. Allí reveló el nombre de su próximo proyecto musical además del título de tres nuevos temas incluidos en este. Entre esos títulos, el de "Raindrops", un tema definido por Grande como "una especie de pequeña introducción al álbum ". El tema fue grabado pocos días antes de la sesión de escucha del disco del 2 de marzo de 2018 en la sede neoyorquina de Republic Records.
En aquella misma entrevista, Grande reveló que una conexión especial a esta canción al revisar los detalles la canción de la cual ella había tomado inspiración, descubrió que uno de los escritores era el mejor amigo de su abuelo, el cual trabajó junto a Bob Gaudio en esta canción.
El 26 de junio, Grande finalmente compartió lo que parecía ser un adelanto de "Raindrops" como regalo a sus fanáticos a modo de agradecimiento por las múltiples felicitaciones que estos le hicieron por su vigésimo-quinto cumpleaños. Tras cierta confusión entre sus seguidores por si lo revelado era el tema en su totalidad o simplemente un adelanto, Grande confirmó mediante Twitter que los 33 segundos revelados conformaban "Raindrops" en su totalidad.

## Composición
"Raindrops" no cuenta con ningún tipo de instrumentación que la acompaña, es decir, que en ella solo se oye a Grande cantando a capela junto a un filtro de eco que acompaña su voz. El tema es en realidad una versión de la canción de 1964 «An Angel Cried» de Frankie Valli y The Four Seasons. Al ser interpretada en estilo a capela, Grande conquistó a crítica y público por ser su "angélica y maravillosa voz" la protagonista de la canción. "Raindrops" está marcada como una canción explícita aunque en ella no se emplea el lenguaje soez ni tampoco el lenguaje de doble sentido.

## Visual
El adelanto del tema que Grande compartió por su cumpleaños el 26 de junio de 2018 vino acompañado de un breve videoclip de 33 segundos de duración donde se puede ver a la cantante sola en una inmensa escalera cantando el tema. Dicho contenido visual fue dirigido por Dave Meyers.